# Kantara (Burg)
Die Burg Kantara, griechisch Κάστρο της Καντάρας, türkisch Kantara kalesi, ist eine mittelalterliche Burgruine im Pentadaktylos/Beşparmak-Gebirge im Nordosten der Mittelmeerinsel Zypern, auf der Halbinsel Karpas in der Nähe des gleichnamigen Bergdorfes.

## Name
Der Name der Burg ist dem Arabischen entlehnt und bedeutet „hohes Gebäude“.

## Lage
Die Höhenburg liegt auf etwa 700 Metern. Von Kantara aus überschaut man die Nordküste der Insel ebenso wie die Ebene der Mesaoria; zudem kontrollierte die Burg den Zugang zur Halbinsel Karpas.

## Geschichte
Die Ursprünge der Burg gehen – wie bei den westlich im Beşparnak gelegenen Burgen St. Hilarion und Buffavento – bis ins 10. Jahrhundert zurück. Der einstige Beobachtungsposten der Byzantiner gegen arabische Invasoren wurde im 12. Jahrhundert zu einer großen Burganlage ausgebaut.

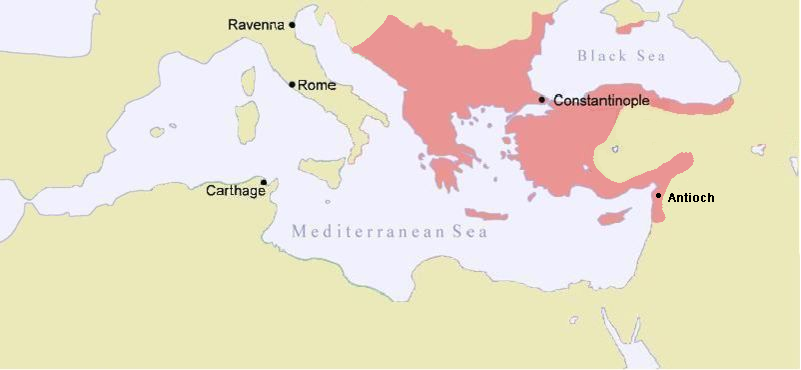
Das Byzantinische Reich um 1170

Erwähnung fand Kantara im Zusammenhang mit der Eroberung Zyperns im Jahre 1191 durch den englischen König Richard Löwenherz, als Zyperns Kaiser Isaak Komnenos hier Schutz suchte. Richard, der sich auf dem Dritten Kreuzzug zur Rückeroberung Jerusalems auf dem Weg ins Heilige Land befand, landete am 6. Mai 1191 mit seiner Flotte im Hafen von Limassol, besetzte die Stadt und heiratete dort am 12. Mai 1191  Berengaria von Navarra. Als Isaak mit seinen Truppen in Limassol ankam, erkannte er, dass diese dem Kreuzfahrerheer unterlegen waren. Richard forderte Isaaks Abdankung, dieser zog sich jedoch nach Kantara zurück, um von seinen Festungen im Pentadaktylos aus Widerstand zu leisten. Nach erfolgreicher Belagerung Kantaras ergab sich Isaak Komnenos.

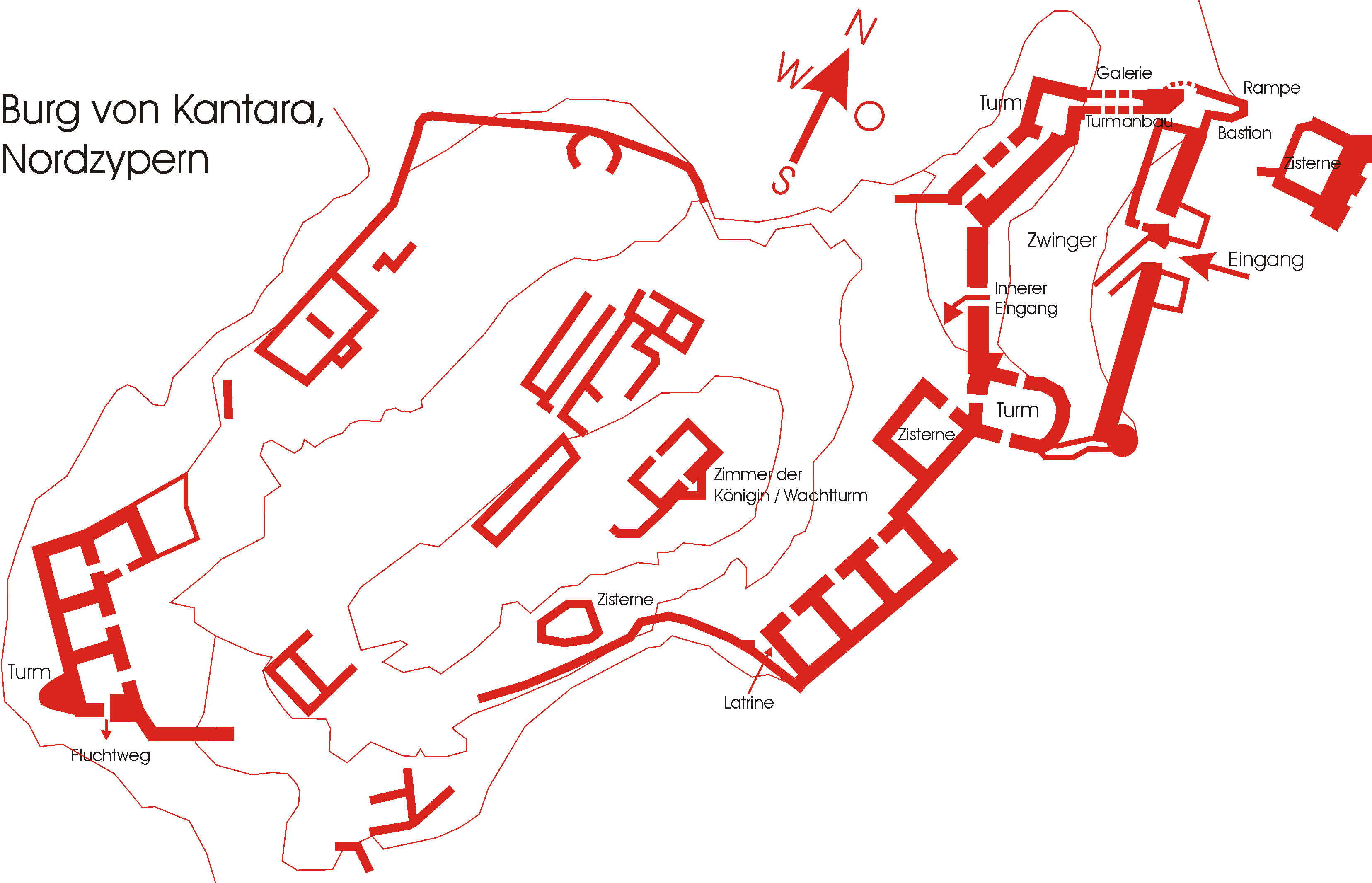
Grundriss der Burg von Kantara, Nordzypern

Im Mai 1192 verkaufte Richard Zypern an Guido von Lusignan, den auf der Flucht befindlichen König von Jerusalem, der damit erster Herrscher des Königreiches Zypern wurde und dessen Nachkommen die Insel bis zum Tode Jakob III. im Jahre 1474 beherrschten.
Bei den Auseinandersetzungen zwischen Anhängern des römisch-deutschen Königs Friedrichs II. und dem zyprischen König Heinrich I. von Zypern im Sommer 1229 verschanzte sich Gauvain de Chenichy in Kantara, wurde jedoch von Heinrich zur Aufgabe gezwungen. Die Rückeroberung durch die Getreuen Friedrichs im Jahre 1232 war allerdings nicht von Dauer.
Ungeachtet der Eroberungen durch die Genueser im Jahre 1373 blieb Kantara in den Händen der Getreuen des Hauses Lusignan unter König Peter II. Die heutigen Reste der Burganlage gehen wahrscheinlich auf die im Jahre 1391 vorgenommenen Umbauten zurück.
Die Venezianer, für die die Burg den militärtechnischen und strategischen Veränderungen der Zeit nicht mehr gewachsen war, ließen sie bald ungenutzt. Sie lag 1562 in Trümmern.

## Burganlage

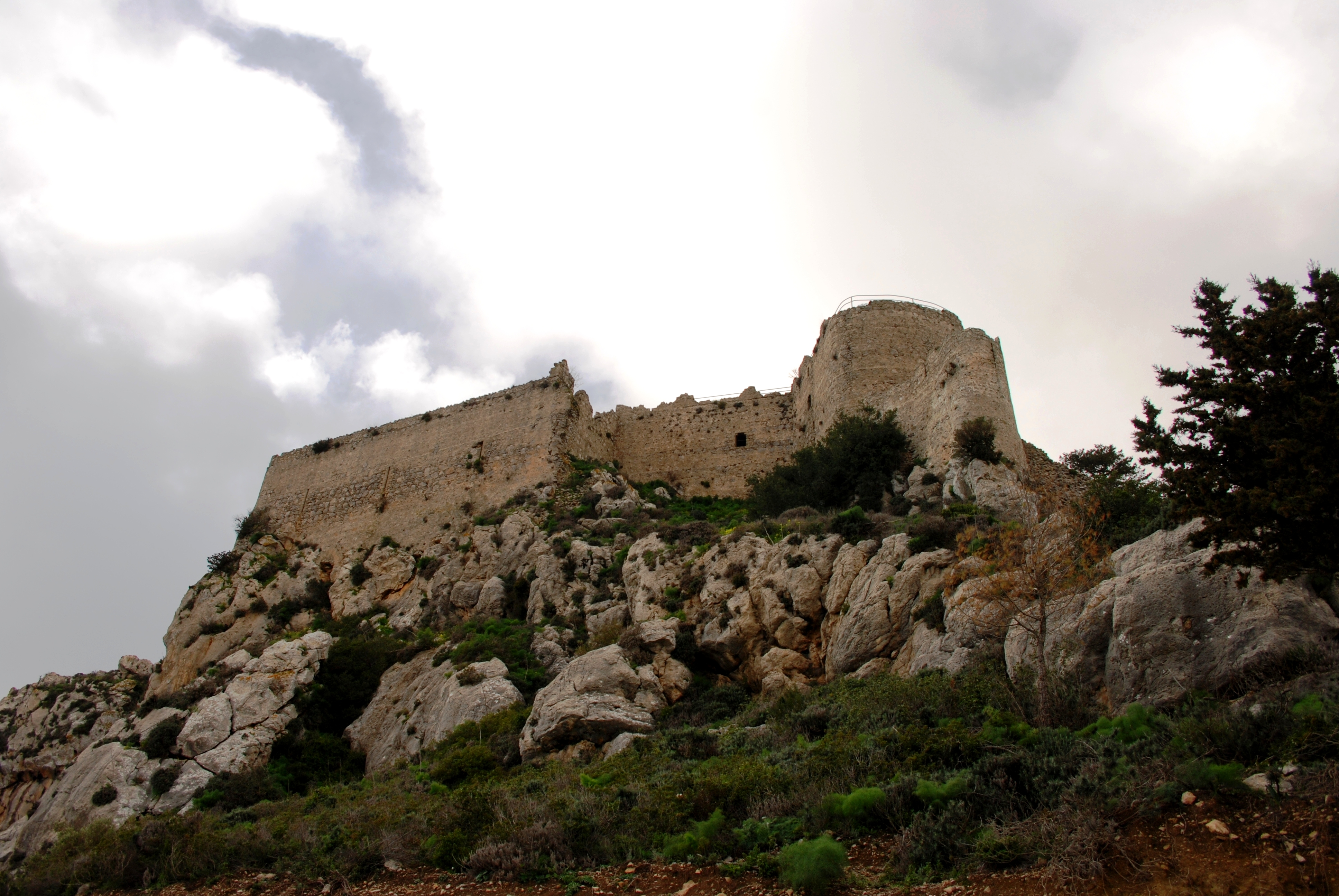
Die Festung Kantara, Türkische Republik Nordzypern

Vorbei an zwei rechteckigen Türmen betritt man die Burg von Osten und gelangt in den durch zwei weitere mächtige Türme geschützten Zwinger. Durch ein Portal in der Mauer, die diese Türme verbindet, gelangt man in die Oberburg. Vom legendären Raum der Königin, in dessen Südwand sich ein Fenster erhalten hat, hat man einen Blick über die Türkische Republik Nordzypern und die Halbinsel Karpas. Vermutlich bestand von hier eine Sichtverbindung zur Nachbarburg Buffavento.